# Mirat
Pour les articles homonymes, voir Mirat (homonymie).
S.A. Mirat, aussi connu comme Grupo Mirat (Groupe Mirat), ou juste comme Mirat, est une entreprise espagnole fondée en 1812 à Salamanque (Espagne),,  dédiée principalement à la production de fumier et d'engrais. Aujourd'hui, elle est l'une des 100 plus grandes entreprises en Castille-et-León et la plus grande dans le secteur agricole dans la province de Salamanque,. Son activité commerciale est axée sur l'Espagne et le Portugal.
Sa marque Vitaterra est le plus grand fabricant espagnol de fumiers et les engrais de jardin.
Les usines et les structures de Mirat sont les seuls prototypes bien conservés de l'industrie de Salamanque du XIXe siècle. L'intérieur de l'usine contient les restes du Couvent de Nuestra Señora de la Victoria (Notre-Dame de la Victoire) du XVe siècle, qui appartenait à l'Ordre de Saint-Jérôme.

## Histoire

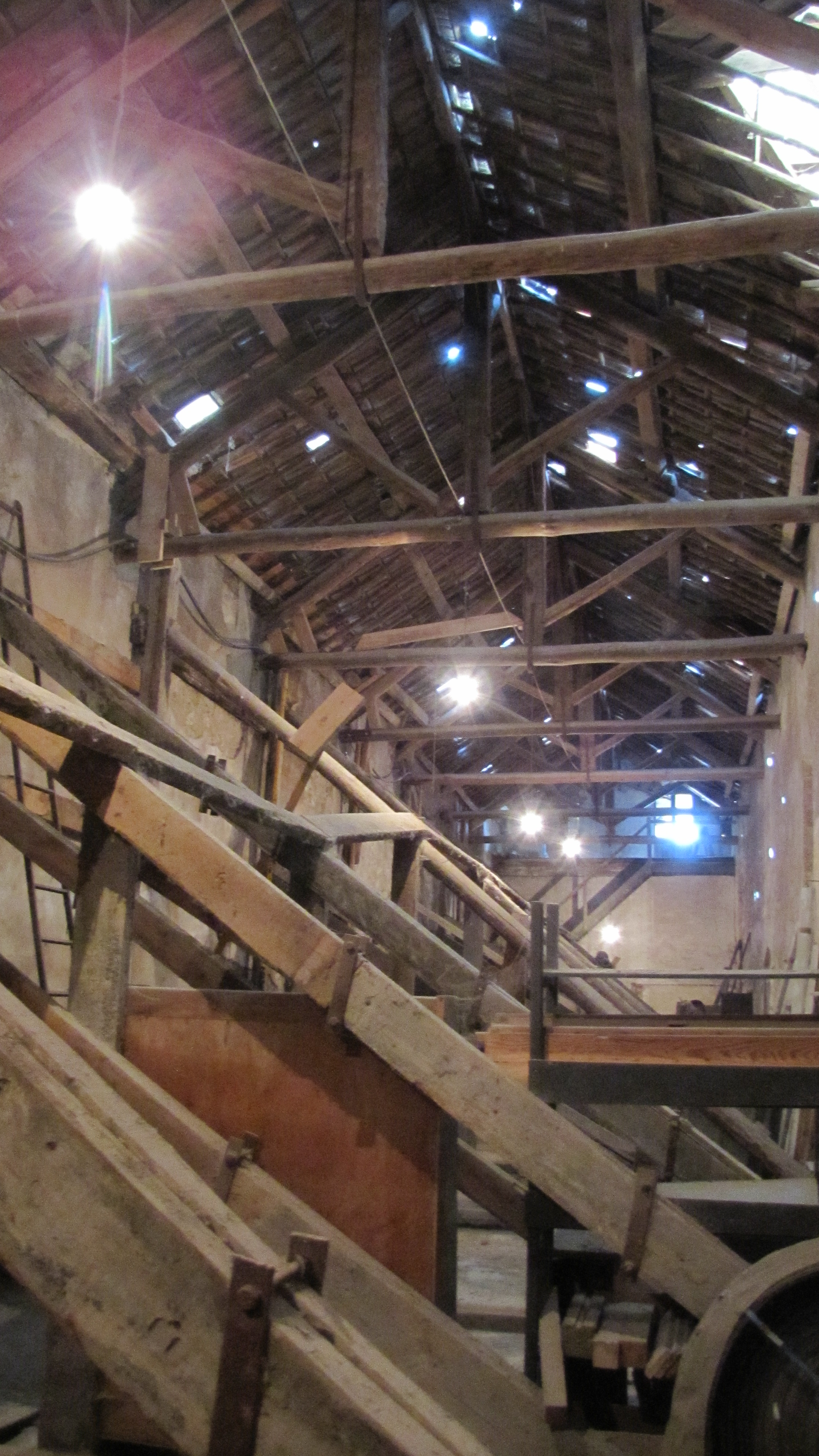
Étaiement de bois du début du XXe siècle, dans les anciens ateliers du Mirat à Salamanque.

L'histoire de la société a commencé en 1812, l'année où Gregorio Mirat a installé une usine d'amidon à Salamanque (Espagne). Ensuite, les différentes lignes de l'entreprise ont été développées. En 1841, son fils Juan Casimiro vint au monde, il fut très important dans le développement de Mirat. En 1853, Gregorio introduisit son fils dans l'entreprise, et plus tard le nom de l’usine devint "Mirat e hijo" (Mirat et Fils).
Juan Casimiro appliqua ses connaissances acquises lors de son voyage en France et en 1876 la compagnie a commencé à exporter. La même année, en 1876, l'usine a été déplacée à proximité de la rivière Tormes au couvent de Saint-Jérôme. En 1881, l'amidon de riz, qui était important pour les vêtements à repasser a commencé à être produit. Durant ce temps-là, Mirat devint l'une des premières usines de Salamanque à utiliser la vapeur comme force motrice.
Aussi un entrepôt situé près de la vieille ville était à leur disposition ; celui-ci fut transformé en 1902 quand Casimiro décida de l’utiliser pour faire des petits hôtels. C'est pour cela même maintenant que l'endroit est connu sous le nom "Avenida de Mirat" (avenue des Mirat). En 1933, la société commença à travailler comme une association coopérative et en 1963 commença à produire des engrais composés,. Le bâtiment de l'usine de Mirat est le dernier témoin de l'architecture industrielle du XIXe siècle à Salamanque.

## Couvent de Nuestra Señora de la Victoria
À l'intérieur des ateliers de l'usine, il y a le Couvent de Nuestra Señora de la Victoria (Notre-Dame de la Victoire), qui appartenait à l'Ordre de Saint-Jérôme, qui a été fondée en 1490 et après trois siècles de prospérité a été détruit par les troupes françaises lors de la Guerre d'indépendance espagnole.
Après des expériences industrielles qui ont démoli la partie principale de l'immeuble; la zone est finalement tombée dans les mains de la famille Mirat. Ils ont ensuite organisé la production d'engrais en utilisant une partie de l’ancien couvent qui était encore en bon état. L'usine a encore des restes de murs, les caves et certaines parties de l'ancien couvent. Entre les restes se dresse une énorme voûte; un arc de 3 mètres réalisé par Juan de Álava (concepteur de la Casa de las Muertes (Maison de la Mort), du Collège Fonseca et les sept emblèmes de l'Université de Salamanque) et quelques autres emblèmes de pierre. Les conduits de fumée, les ateliers du XVIe siècle, de hautes arcades faites de briques et d’arcs viennent compléter le témoignage de la période d'industrialisation.

## Divisions du Groupe

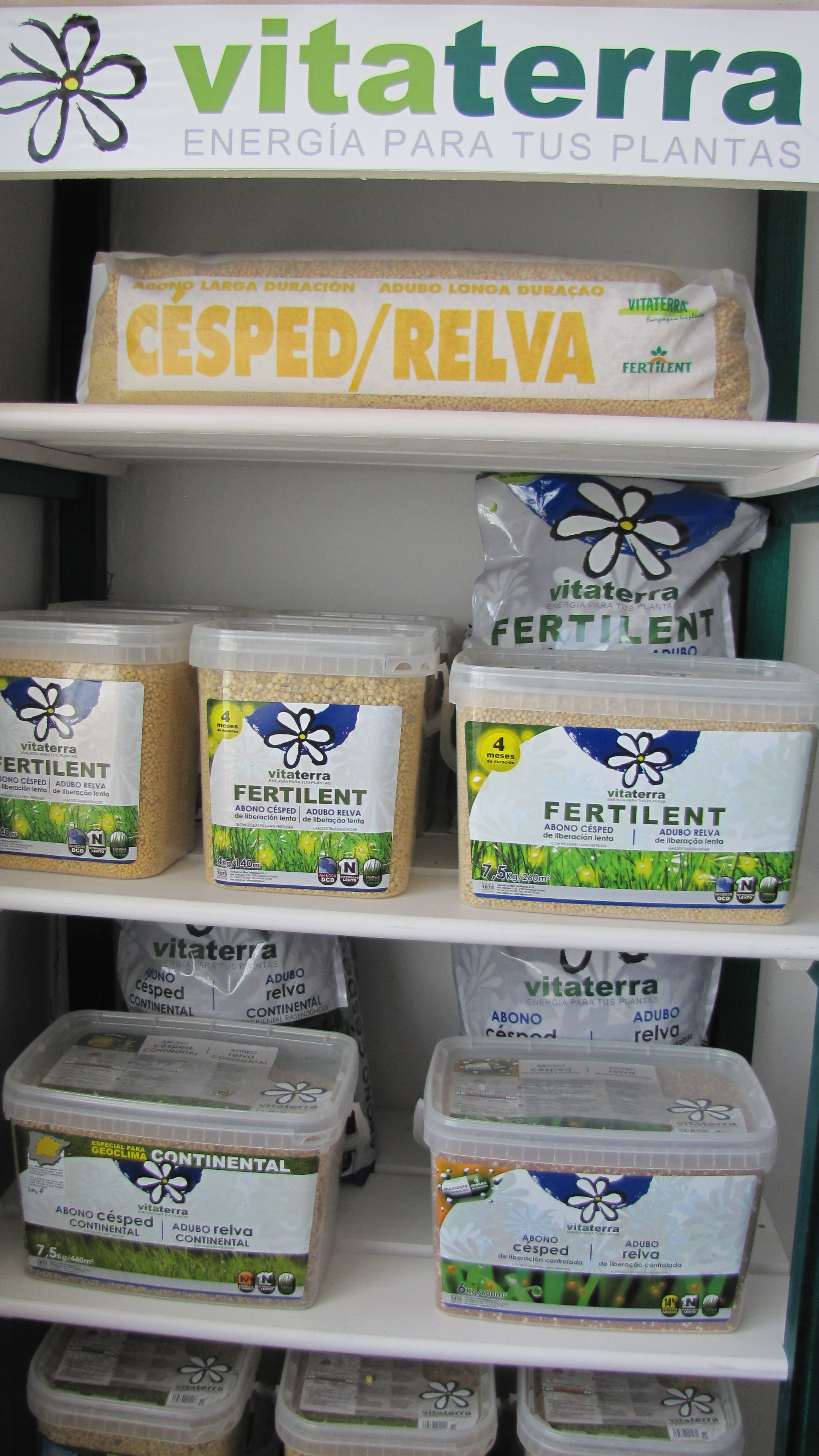
Certains des engrais et des fumiers de Vitaterra.

Le Groupe Mirat a plusieurs branches :
- Engrais
- Semences
- Division du jardinage : Vitaterra, Vitaterra Nature, Mas Plant. Vitaterra est le plus grand fabricant espagnol de fumiers et les engrais de jardin.
- Caves : Valdeviñas : Mirat, Tinar, Torrelanga.
- Machines agricoles
- Distribution d'énergie
- Les lignes de bus
- Points de service
- La santé des plantes

## Galerie de Photo

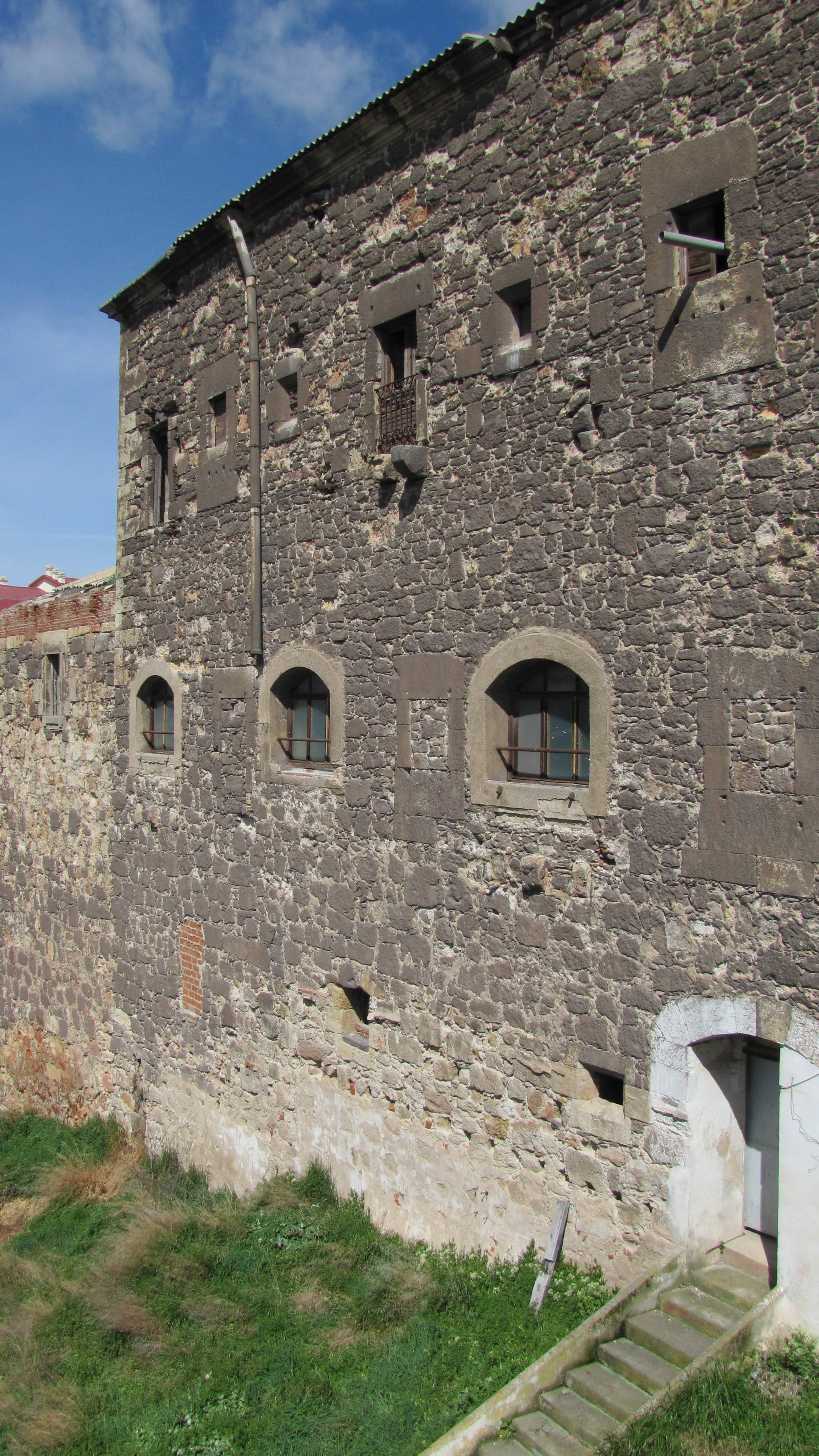
Anciens locaux du couvent de Notre-Dame de la Victoire.
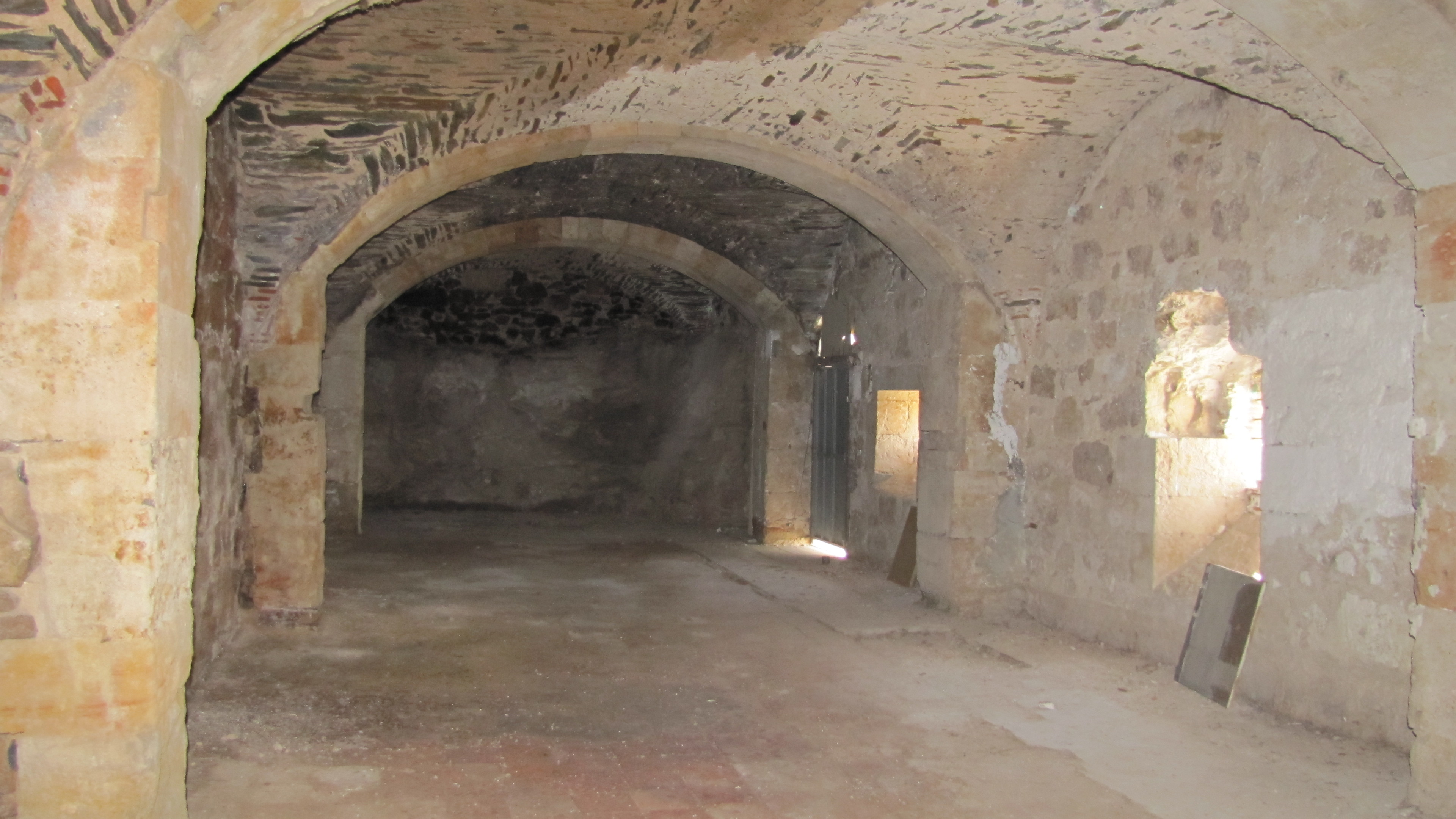
À l'intérieur du vieux bâtiment du couvent.
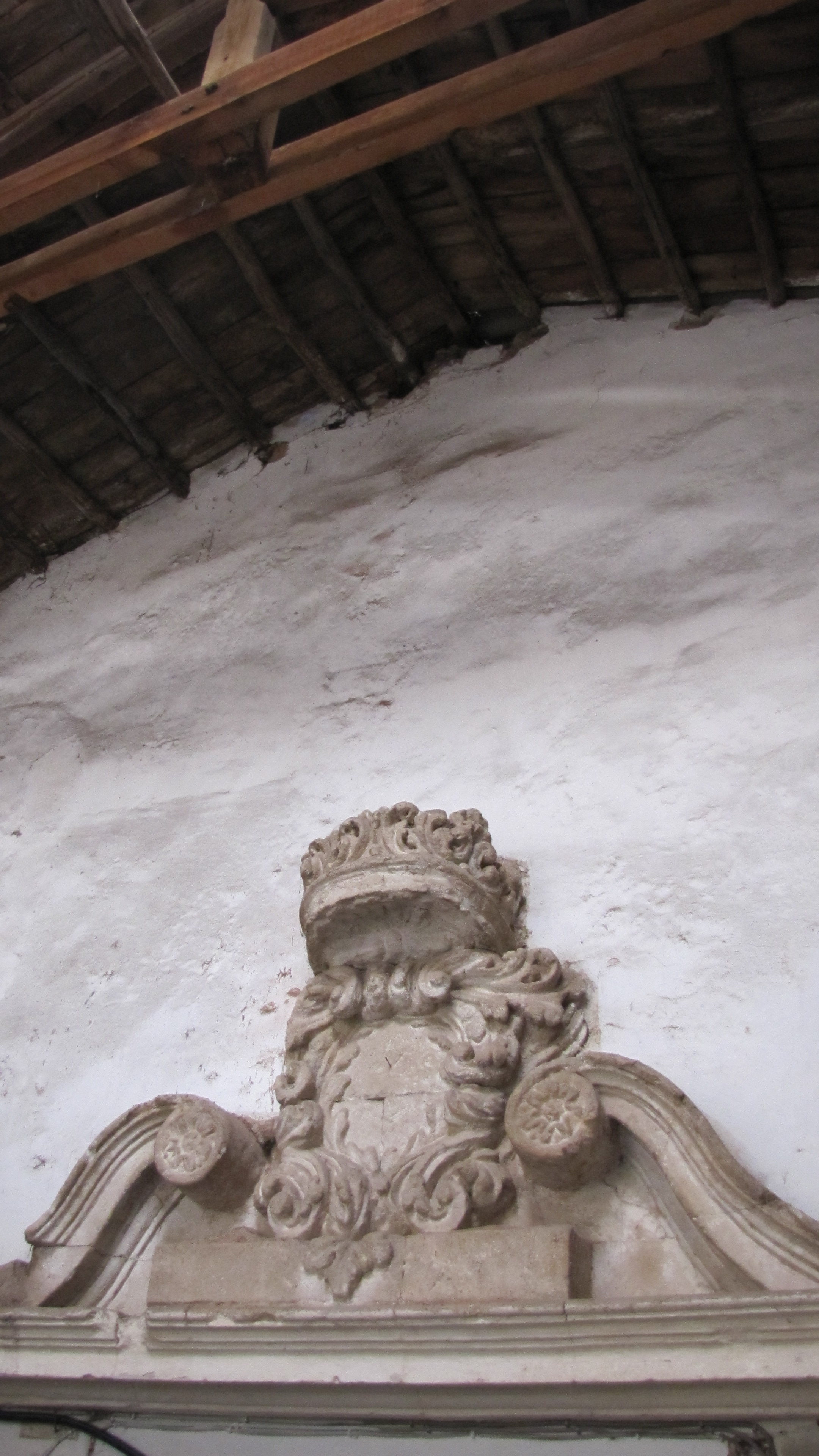
Détail d'une porte du XVIIIe siècle baroque, l'intérieur des ateliers.
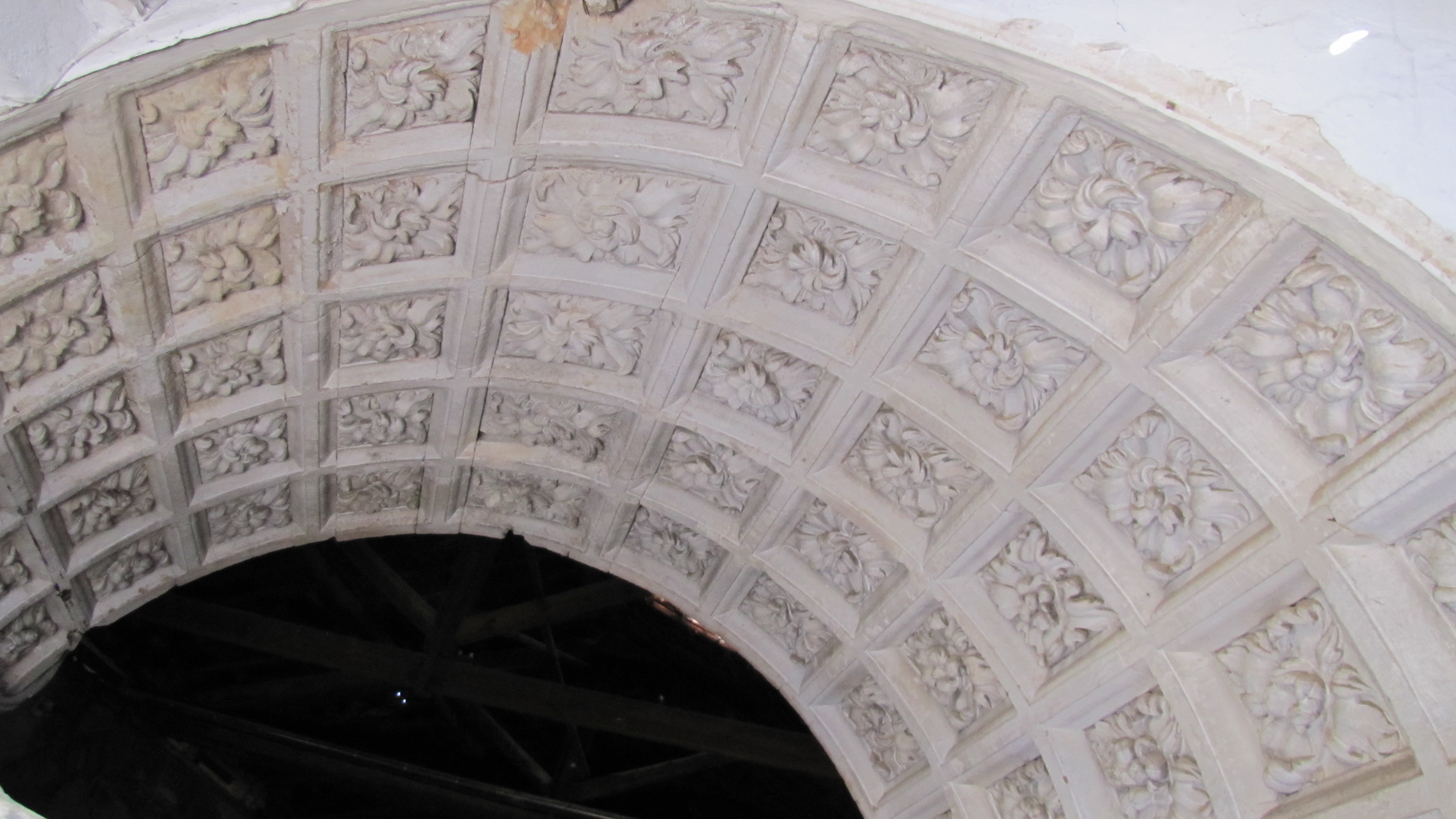
Détail d'un arc au-dessus du monastère, sans doute œuvre de Juan de Álava.